# Anedhella stigmata
Anedhella stigmata är en fjärilsart som beskrevs av Antonius Johannes Theodorus Janse 1940. Anedhella stigmata ingår i släktet Anedhella och familjen nattflyn. Inga underarter finns listade i Catalogue of Life.